# SC지대
SC지대는 6.25 전쟁에서 대한민국에 거주 중이던 화교들이 주축이 되어 활동한 첩보 유격 부대이다.
정식명칭은 육군 제4863부대 SC지대로서 육군 첩보부대(HID)의 예하부대였다.
부대명의 'SC’는 한국 화교 청년조직을 뜻하는‘Seoul Chinese(서울 차이니즈)'의 두문자어이다.

## 역사
1951년 3월 정식으로 창설했다.
이들의 활동기간은 1951년 3월부터 1953년 9월까지 2년 반 동안이었으며 “대원들을 12명 단위로 조를 편성해 전방 육군 첩보부대에 분산배치하였고 이들의 적 후방에 들어가 군사정보를 수집하는 임무를 맡았다.
이들은 황해도 연백·해주 지역과 철원·김화·평강지역의 적 후방침투작전, 평남 성천·순천 지역의 공중투하작전을 비롯해 함남 함흥 북방의 해상침투에 의한 정보활동 등 북녘 전역을 누비며 종횡무진 활약을 하였다.

## 참고 자료
- “잊혀진 화교참전용사 추모비라도 세워주오”(세계일보 2014년 6월 25일)
- 제2 조국 지키려다 산화…기록 없이 역사 뒤안길로 (세계일보 2014년 6월 25일)
- 현충원에 추모비 하나 없지만... 70년전 사선 넘나들던 화교용사들 (오마이뉴스 2020년 6월 23일)
- "한국인과 함께 피 흘렸다는 기록 반드시 남겨야" (오마이뉴스 2020년 6월 23일)
- “위서방·강혜림을 아십니까?” 華僑 출신 6·25전쟁 영웅들 (신동아 2020년 6월호)
- 대한민국 위해 목숨 바치고 잊힌 화교 참전용사 300여 명 (월간조선 2022년 6월호)
- “국적이 다른 ‘서울 차이니즈’는 6·25 戰友가 아닌가요?”(신동아 2024년 7월호)
- 대만(중화민국)의 6·25 전쟁 국민당군 정보요원·화교, 심리전·정보전 활약 (월간조선 2024년 7월호)